# ۲۹ اردیبهشت
۲۹ اردیبهشت شصتمین روز از سال در گاه‌شماری خورشیدی است. به پایان سال ۳۰۵ روز (۳۰۶ روز در سال کبیسه) مانده است.

## رویدادها
- ۱۳۳۰ - دولت موقت آمریکا تحت فشار شدید انگلستان اعلام کرد که شرکت‌های نفتی آمریکا در شرایط موجود (اختلاف ایران و انگلستان بر سر نفت) مایل به شرکت در فعالیت‌های نفتی ایران نیستند
- ۱۳۱۴ - تأسیس فرهنگستان ایران به فرمان رضاشاه
- ۱۳۴۱ - آغاز بهره‌برداری از سد سفیدرود
- ۱۳۵۱ - رقابت ۲۹ اردیبهشت ۱۳۵۱ تیم ملی فوتبال ایران با تیم ملی فوتبال کره جنوبی در جام ملت‌های آسیا ۱۹۷۲
- ۱۳۹۶ - عظیم قیچی ساز موفق به فتح لوتسه شد

## زادروزها
- ۱۲۵۸ - محمد مصدق، دولت‌مرد ایرانی و نخست‌وزیر ایران (مرگ ۱۳۴۵)
- ۱۳۲۷ - منصور ستاری، سرتیپ نیروی هوایی ارتش جمهوری اسلامی ایران
- ۱۳۳۵ - بهرام شفیع، گزارشگر و مجری
- ۱۳۴۰ - امید طبیب‌زادهٔ قمصری، زبان‌شناس ایرانی و استاد زبان‌شناسی پژوهشگاه علوم انسانی و مطالعات فرهنگی
- ۱۳۵۴ - بهنوش بختیاری، بازیگر
- ۱۳۵۴ - حسین رضایی‌نیا، نوازنده دف و سازهای کوبه‌ای اهل ایران
- ۱۳۵۵ - بابک امیرطهماسب، قایقران کایاک و کانوی ایرانی–فرانسوی
- ۱۳۶۴ - حامد حدادی، بازیکن بسکتبال
- ۱۳۶۷ - مسعود حجی‌زواره، عضو تیم ملی تکواندو ایران
- ۱۳۶۷ - ماندانا کریمی، هنرپیشه و مدل ایرانی‌تبار اهل هند
- ۱۳۶۸ - احمدرضا طالبیان، عضو تیم ملی قایقرانی ایران
- ۱۳۷۵ - مهدی ابراهیمی، کشتی‌گیر فرنگی‌کار و عضو تیم ملی مردان ایران

## درگذشت‌ها
- ۱۲۹۱ - یپرم‌خان، یکی از رهبران انقلاب مشروطه
- ۱۳۶۵ - خان‌بابا معتضدی، نخستین فیلم‌بردار حرفه‌ای سینمای ایران
- ۱۳۷۴ - محمدتقی شوشتری، فقیه شیعه (زاده ۱۳۲۰ هـ.ق.)
- ۱۳۸۱ - سهیل ایوانی، موسیقی‌دان، آهنگساز، نوازنده کمانچه و ویلن
- ۱۳۸۳ - فرزانه نوایی، نوازنده چنگ
- ۱۳۸۵ - صبار فرمانفرمائیان، پزشک و سیاستمدار ایرانی، وزیر بهداری دولت محمد مصدق و رئیس انستیتو پاستور ایران
- ۱۳۸۶ - فخرالدین حجازی، نماینده دوره نخست مجلس شورای اسلامی و دوره دوم مجلس شورای اسلامی و دوره سوم مجلس شورای اسلامی از حوزه انتخابیه تهران، ری، شمیرانات، اسلامشهر و پردیس
- ۱۳۸۹ - محمد مفتی‌الشیعه، مرجع تقلید شیعه
- ۱۴۰۱ - عثمان محمدپرست، از نوازندگان دوتار ایران
- ۱۴۰۱ - قاسم معماری، نماینده حوزه انتخابیه اهر و هریس در دوره ششم مجلس شورای اسلامی
- ۱۴۰۲ - سعید یعقوبی، یکی از بازداشت‌شدگان خیزش ۱۴۰۱ ایران
- ۱۴۰۲ - مجید کاظمی (زندانی سیاسی)، یکی از بازداشت‌شدگان خیزش ۱۴۰۱ ایران
- ۱۴۰۲ - صالح میرهاشمی، یکی از بازداشت‌شدگان خیزش ۱۴۰۱ ایران